# Emmerthal
Emmerthal est une commune de Basse-Saxe, en Allemagne, située dans l'arrondissement de Hamelin-Pyrmont.

## Population
- 1961 : 11 680
- 1970 : 11 163
- 1987 : 10 675
- 1995 : 11 175
- 2005 : 11 127
- 2011 : 10 377

## Personnalités liées à la ville
- Anton Julius Friedrich Rosenbach (1842-1877), bactériologiste né à Grohnde.